# Кулікоро (область)
Куліко́ро (фр. Koulikoro) — область (провінція) в Малі.
- Адміністративний центр - місто Кулікоро.
- Площа - 95848 км², населення - 2418305 чоловік (2009).

## Географія

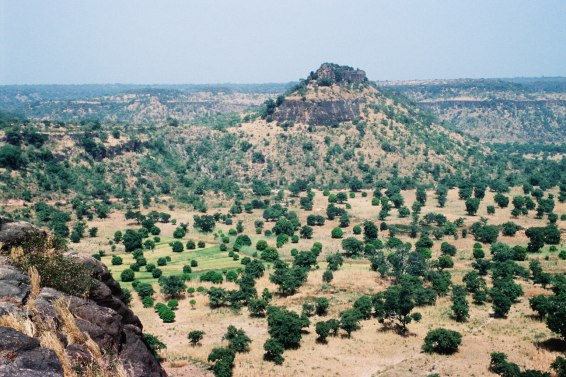
Околиці Сібі

На заході межує з областю Каєс, на сході з областю Сегу, на півдні з областю Сікасо, на півночі з Мавританією, на південному заході з Гвінеєю. Також анклавом провінції є столична адміністративна одиниця Бамако.
Провінція Кулікоро розташована в південно-західній частині Малі.
Через територію Кулікоро протікають річки Нігер, Бауле, Санкарані, Баоге, Бані, Бафінг. У південній частині провінції переважають вологі савани, на півночі типові ландшафти зони Сахеля.

## Населення
Населення представлено народностями бамбара, мандінка і сомоно.

## Адміністративний поділ

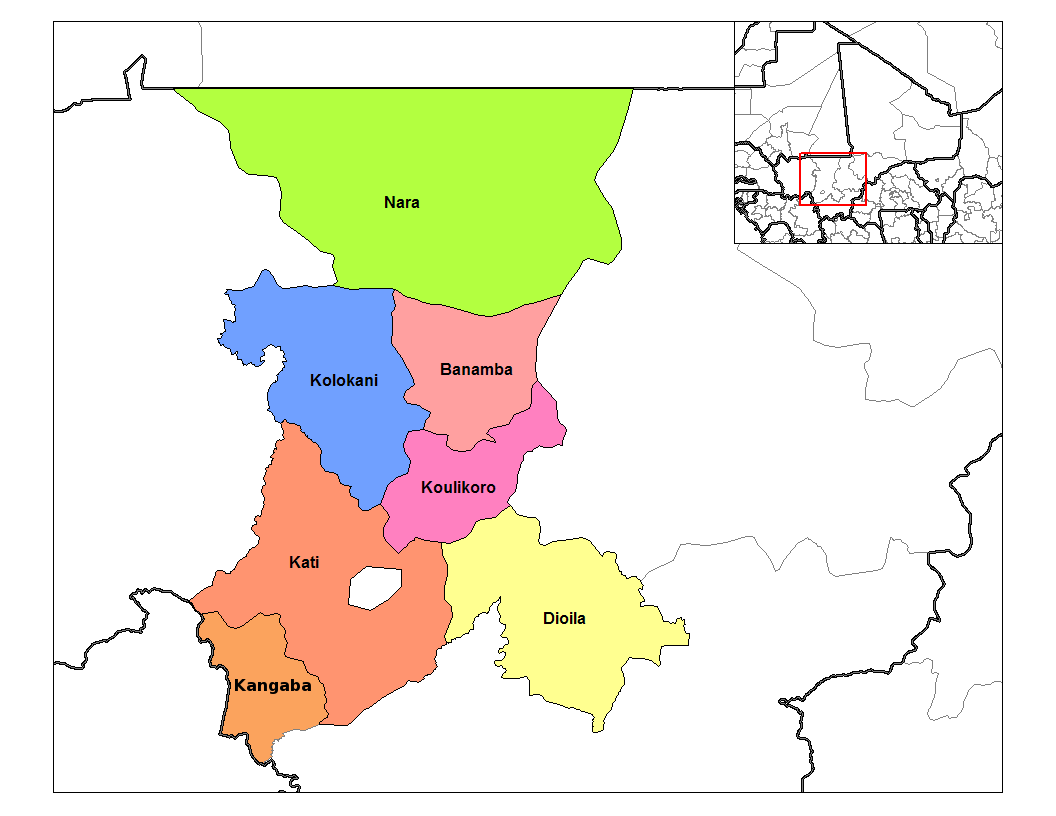
Адміністративна карта Кулікоро.

В адміністративному відношенні область складається з 7 округів:
| Округ    | Площа, км² | Населення, чол. (2009) |
| -------- | ---------- | ---------------------- |
| Нара     | 30 000     | 242990                 |
| Банамба  | 7500       | 190235                 |
| Колокані | 12 000     | 233919                 |
| Кулікоро | 7260       | 211103                 |
| Дьоіла   | 12 794     | 491210                 |
| Каті     | 16 897     | 948128                 |
| Кангаба  | 5500       | 100720                 |